# Maurício Godinho Delgado
Maurício Godinho Delgado é um jurista brasileiro e Ministro do Tribunal Superior do Trabalho (TST) desde 2007.
Nascido em Lima Duarte (MG), graduou-se em direito pela Universidade Federal de Juiz de Fora (UFJF) — 1º lugar geral no Vestibular Unificado — tornando-se mestre em ciência política pela Universidade Federal de Minas Gerais (UFMG), em 1980, e doutor em direito pela mesma, em 1994.
Foi professor da Universidade Federal de Minas Gerais (UFMG) e na Pontifícia Universidade Católica de Minas Gerais (PUC Minas). Em 1989, tornou-se juiz do Trabalho.
Autor de 23 livros, possui uma das mais atualizadas e completas obras de direito do trabalho intitulada Curso de Direito do Trabalho.
Foi Desembargador do Tribunal Regional do Trabalho de Minas Gerais
(promoção por merecimento em maio de 2004), tendo exercido jurisdição
desde 1991 na Capital daquele Estado, com ingresso na Magistratura em
1989 (1º lugar no Concurso Público). Anteriormente, foi Juiz do Trabalho
Substituto (1989-1990) e Juiz Titular, Presidente de Junta de
Conciliação e Julgamento nas cidades de Governador Valadares (1990),
Varginha (1990), Itabira (1990-1991), Contagem (1991) e, finalmente,
Belo Horizonte (1991-2004).
Foi Advogado inscrito na OAB-MG por mais de uma década até novembro de 1989, quando tomou posse como Magistrado.
Professor Titular do Centro Universitário UDF, em Brasília-DF, desde fevereiro de 2014.
Foi Professor da Universidade Federal de Minas Gerais por 22 anos,
inicialmente na área de Ciência Política (1978-1992) e, em seguida (1º
lugar no Concurso Público), também na Faculdade de Direito da UFMG
(1993-2000), de Direito do Trabalho (graduação e pós-graduação). De
fevereiro de 2000 a julho de 2012 foi Professor de Direito do Trabalho
(graduação e pós-graduação) da Faculdade de Direito da Pontifícia
Universidade Católica de Minas Gerais (desde novembro de 2007, somente
Mestrado e Doutorado, em disciplina virtual). Foi Professor de Curso de
Pós-Graduação em Direito Material e Processual do Trabalho do Centro
Universitário IESB, em Brasília-DF ( 2008-2013).
Em 1993, integrou Comissão Especial de Juristas, instituída por Decreto
do Presidente da República do Brasil, com o objetivo de analisar
propostas a serem debatidas no quadro da revisão prevista pela
Constituição Republicana de 1988.
Palestrante consagrado, tem participado de diversos eventos no país
relativos a Direito Constitucional, Direito Constitucional do Trabalho,
Direito Coletivo do Trabalho e Direito Individual do Trabalho. Já
ministrou distintos cursos de atualização e especialização, além de ter
composto inúmeras bancas de concursos públicos, a par de natureza
acadêmica, sobre a mesma área de pesquisa e estudos.
Possui 26 livros publicados, entre individuais, duais e coletivos.
Seus livros individuais editados são treze: Curso de Direito do Trabalho (13ª ed., São Paulo: LTr, 2014); Direito Coletivo do Trabalho (5ª ed., São Paulo: LTr, 2014); Princípios de Direito Individual e Coletivo do Trabalho (4ª ed., São Paulo: LTr, 2013); Capitalismo, Trabalho e Emprego – entre o paradigma da destruição e os caminhos de reconstrução (3ª tir., São Paulo: LTr, 2008); Jornada de Trabalho e Descansos Trabalhistas (3ª ed., São Paulo: LTr, 2003); Salário – teoria e prática (2ª ed., Belo Horizonte: Del Rey, 2002); Introdução ao Direito do Trabalho (3ª ed., São Paulo: LTr, 2001); Alterações Contratuais Trabalhistas (São Paulo: LTr, 2000); Contrato de Trabalho: caracterização, distinções, efeitos (São Paulo: LTr, 1999); O Novo Contrato por Tempo Determinado (2ª ed., São Paulo: LTr, 1999); O Poder Empregatício (São Paulo: LTr, 1996); Democracia e Justiça (São Paulo: LTr, 1993); Direito do Trabalho e Modernização Jurídica (Brasília: Consulex, 1992).
Lançou em 2012 obra dual, com Gabriela Neves Delgado, Professora da UNB: Constituição da República e Direitos Fundamentais – Dignidade da Pessoa Humana, Justiça Social e Direito do Trabalho (São Paulo, LTr, 2012). Também em 2012 coorganizou, com a mesma Professora da UnB, a Coleção, em seis volumes, Doutrinas Essenciais — Direito do Trabalho e Direito da Seguridade Social (São Paulo: Revista dos Tribunais). Em 2013 lançou, em conjunto com a mesma Professora, obra em três volumes, Tratado Jurisprudencial de Direito Constitucional do Trabalho (São Paulo: Revista dos Tribunais).
Coparticipou ainda da organização de três outras obras de natureza coletiva: O Estado de Bem-Estar Social no Século XXI (São Paulo: LTr, 2007); Relação de Trabalho – fundamentos interpretativos para a nova competência da Justiça do Trabalho (2ª tir., São Paulo: LTr, 2006); Direito do Trabalho – evolução, crise, perspectivas (São Paulo, LTr, 2004).
Tem mais de noventa artigos e/ou capítulos publicados em livros coletivos e/ou revistas especializadas do país.
No Tribunal Superior do Trabalho, integra, desde março de 2012, a 3ªTurma (entre 2007 e 2012, compôs a 6ª Turma do TST). Integra também a Seção Especializada em Dissídios Coletivos (SDC-TST), o Órgão Especial (OE-TST) e o Tribunal Pleno.